# Trova rosarina
La trova rosarina es el nombre de un movimiento musical que se dio a inicios de los años '80 en la ciudad argentina de Rosario en forma paralela al redescubrimiento del rock argentino que comenzó a darse en ese mismo momento y especialmente a partir de la prohibición de difusión de música en inglés que se decretó a partir de la Guerra de Malvinas en 1982. Eso llevó a que los principales músicos de la corriente terminaran ocupando espacios de difusión en medios de comunicación y festivales afines al rock nacional. En esa etapa tardodictatorial de 1982-1983, varios de sus exponentes llegaron a tener repercusión masiva. Causaron gran impacto sus letras, su estética y el hecho de que un movimiento surgido en el interior del país acaparara la escena nacional. Inmediatamente después, con la llegada de la democracia y el auge de la new wave y el pop rock argentinos, el movimiento fue conviviendo con muchos otros, y sus artistas se abrieron buscando sus propias carreras.
Musicalmente la trova rosarina se caracterizaba por ser una fusión de varios géneros musicales, lo que llevó a que en el género hubiera canciones más cercanas al rock, otras al folklore argentino, tango, ritmos rioplatenses, canción de protesta, música ciudadana o pop melódico. Lo que tenían en común sus artistas era que venían de Rosario y buscaban expresar un mensaje común de disconformidad con el régimen militar.
La trova rosarina surgió en medio de un clima de descontento con el régimen de la última dictadura cívico-militar argentina y en que los artistas buscaban diferenciarse del estilo musical de la década anterior. En el caso de la trova rosarina, se diferenciaron usando letras que hablaban abiertamente de la situación en la época dictatorial, en lugar de mantenerse en silencio como había sido en el jazz rock y rock progresivo de la anterior década.
Entre los trovadores rosarinos se encuentran nombres que serían figuras destacadas de la música argentina: Juan Carlos Baglietto, Silvina Garré, Fito Páez, Jorge Fandermole, Adrián Abonizio, Lalo De Los Santos y Rubén Goldín.

## Historia

### Antecedentes
A fines de los años '70 en el panorama musical argentino no habían llegado a afianzarse en el país los nuevos géneros que en ese mismo momento se abrían camino en Europa y Estados Unidos. Punk, post-punk, new wave, no wave, pub rock, heavy metal, eran virtualmente inexistentes en la Argentina, donde las principales bandas seguían adscribiendo a géneros de la primera mitad de la década, como el jazz rock y el rock progresivo. A partir de 1982, después de la Guerra de Malvinas, distintos artistas empezaron a buscar formas de expresar su disconformidad con el régimen militar, esto se dio en varios géneros simultáneamente por aquella época: en el heavy metal fue con Riff, en el punk fue con Los Violadores, y en la música divertida fue con Virus.
En la escena de Rosario algunos artistas de la futura trova rosarina ya habían tocado juntos en la década anterior: El Banquete había reunido a Rubén Goldín, Adrián Abonizio y un Fito Páez de apenas 14 años en 1977, e Irreal había juntado a Abonizio y Juan Carlos Baglietto entre 1975 y 1979. Irreal se había separado por agresiones de comandos parapoliciales que perseguían a la banda por su adhesión a una organización de músicos independientes rosarinos. Pero antes, la banda había dado un recital en Buenos Aires que a largo plazo sería crucial por lo que resultaría de aquella experiencia.

### Nacimiento
Puede decirse que la trova rosarina nació en el año 1980, cuando Baglietto y los otros artistas rosarinos que eventualmente formarían la movida, empezaron a confluir en los mismos lugares del circuito artístico de Rosario, entre ellos el Teatro Lavardén y el Café de La Flor propiedad de Quique Pesoa . No obstante, cabe destacar que en un principio el movimiento no tenía nombre, no se llamaban a sí mismos trova rosarina.
Los músicos tampoco provenían de un mismo género musical, algunos como Fito Páez tenían una formación más rockera, otros, como Fandermole eran de raíz folklórica, Goldín practicaba jazz, Abonizio era el más cercano al tango. Pero encontraron en los puntos artísticos rosarinos un espacio en común, desde el cual expresar su mensaje común: el compromiso social y la crítica al régimen militar.
A partir de 1981 empezaron a encaminarse los hechos que eventualmente darían lugar al auge de la trova rosarina: Baglietto estaba en el Café de La Flor, donde se iba a presentar Facundo Cabral. Junto a Cabral estaba su representante, Julio Avegliano, quien ya había visto a Baglietto con la banda Irreal tiempo atrás en aquel mencionado show en capital y había quedado impresionado. Tiempo después Avegliano invitó a Baglietto para que sea el representante de Rosario en un festival en el Estadio Obras Sanitarias organizado por la Revista Humor. Este festival se realizaba como burla a la llegada de Frank Sinatra al país: por ejemplo, la entrada para el recital del estadounidense salía 1000 dólares, el de la revista Humor tan sólo 1 dólar. El mismo Fito Páez, años después, se reiría de lo ridículo de la idea: “Este debe de ser el único lugar del mundo donde se organiza algo en contra de Sinatra. Delirios de la época".
Baglietto accedió, pero pidió que para publicitar el recital también fueran promocionados los nombres de sus compañeros de banda rosarinos.  
Aquel recital fue el 7 de agosto de 1981 y los rosarinos tuvieron buena recepción en el público porteño.
Alrededor de esa época Baglietto grabó su álbum Tiempos difíciles, que no sería lanzado hasta el año siguiente.
En febrero de 1982 sería el Festival de La Falda en Córdoba, con presentación de Baglietto y particular consternación del público cuando estrenó la canción "Mirta, de regreso". El buen recibimiento en los recitales en los festivales de la revista Humor y de La Falda serían un prefacio del estallido del fenómeno.

### Auge

Baglietto nunca se olvidó de los músicos que lo llevaron hasta la cumbre, y aprovechó cada oportunidad para promocionarlos. Contra tapa de su álbum Actuar para vivir (1982).

En 1982, y viendo cómo ascendía el prestigio en el ambiente de Baglietto y sus compañeros rosarinos, el representante Avigliano les consiguió un recital en el Estadio Obras Sanitarias de Buenos Aires para mayo de ese año.
Entre medio, comenzó en abril la Guerra de Malvinas, que provocó que el régimen militar estableciera la censura a la música en inglés. La grilla de programación en las radios había quedado vacía, y entonces se le abrió las puertas a los artistas locales, para que pudieran rellenar el espacio radial.
Simultáneamente, se produjo el lanzamiento del álbum de Juan Carlos Baglietto, Tiempos difíciles, que ya había sido grabado alrededor de agosto del año anterior. 
El 14 de mayo de 1982, Baglietto y su banda conformada por Fito Páez, Silvina Garré, Jorge Fandermole, Adrián Abonizio, Rubén Goldín y Lalo de los Santos, presentó Tiempos difíciles en Obras. El recital fue todo un éxito, y marcaría el despegue no sólo de Baglietto sino de todo el movimiento de artistas rosarinos.
Un periodista porteño inventó entonces el término trova rosarina para referirse a la nueva generación de músicos de Rosario que estaban obteniendo éxito en la escena porteña.
El fenómeno de la trova rosarina estalló en todo el país, con letras que hablaban abiertamente contra la dictadura y la violencia. El movimiento fue apoyado especialmente por la gente del interior. También causó impacto ver en el mainstream nacional a un artista con estética hippie de los años '60, como lo era Baglietto, con barba frondosa y pelo largo, pues hasta ese momento la dictadura seguía considerando una contravención usar el pelo largo, por lo que la estética desaliñada de Baglietto había estado limitada hasta ese momento a ambientes marginales. La canción "Mirta, de regreso", uno de los primeros éxitos masivos de la trova, justamente, señalaba esa situación al darle voz a un ex presidiario que recuperaba la libertad después del cambio del régimen democrático a la Dictadura: "Ya no hay ni un pelo largo, todos parecen soldados", decía.
Baglietto era la punta de lanza de todos los músicos que le seguían desde atrás, él le había puesto su voz a tres temas que habían sido compuestos por sus compañeros y que fueron particularmente exitosos en la época de Malvinas: "Era en abril" (de Jorge Fandermole), "Mirta, de regreso" (de Adrián Abonizio) y "La vida es una moneda" (de Fito Páez).
En mayo de 1983 se realizó el festival Rosariazo Rock, donde participaron los artistas del movimiento y se grabó un álbum doble en vivo.

### Nuevos Aires
A algunos les molestó la sobreexposición de la trova rosarina en las radios por esta época. A otros no les atrajo el estilo, no porque hablara abiertamente de la dictadura, sino porque lo hacía desde un tono bastante melancólico, lo que llevó a que empezaran a decir que los rosarinos eran tristes o deprimentes.
Empezaban a llegar los sonidos modernos de afuera con las visitas a Argentina de The Police en 1980 y Queen en 1981.
La llegada de la democracia a Argentina en diciembre de 1983 en medio de un clima social festivo y de alegría marcó que avanzaran la new wave y el pop rock argentinos, que con sus ritmos enérgicos y su estilo desacartonado promoverían bandas que se harían con el protagonismo de la escena musical argentina, y eventualmente, de toda Latinoamérica.
La trova rosarina como movimiento fue perdiendo fuerza, y sus artistas fueron desarrollando sus propias carreras solistas. 

## Músicos integrantes
| - Juan Carlos Baglietto - Silvina Garré - Fito Páez - Jorge Fandermole - Adrián Abonizio - Jose Luis "Zapo" Aguilera - Rubén Goldín | - Lalo de los Santos - Fabián Gallardo - Ethel Koffman - Claudio Cardone - Héctor De Benedictis - Sergio Sainz | - Marco Pusineri - Hugo García - Daniel Wirzt - Manuel Wirzt - Charly Bustos - Horacio Vargas |